# Dominique Valbelle
Pour les articles homonymes, voir Valbelle (homonymie).
Dominique Valbelle est une égyptologue française née le 15 septembre 1947 à Paris. 

## Biographie
Elle a été directrice de l'Institut d'égyptologie de l'université Lille-III de 1983 à 2001, et a dirigé le Centre de Recherches Égyptologiques de la Sorbonne de 2001 à 2013. Elle a présidé la Société française d'égyptologie de 1997 à 2009 et en a assuré l'une des vice-présidences de 2009 à 2017.
Elle est codirectrice scientifique du Centre franco-égyptien d'étude des temples de Karnak (CFEETK).
Elle est titulaire de la chaire d’égyptologie de l’université de Paris IV-Sorbonne de 2001 à 2016.
Jusqu'en 2011, Dominique Valbelle dirige une campagne sur le site de Tell el-Herr (Nord-Sinaï). Elle participe toujours comme épigraphiste à la mission archéologique suisse de Kerma (Soudan).

## Publications
- Ouchebtis de Deir el-Médineh, DFIFAO, Le Caire, 1972.
- La tombe de Hay à Deir el-Médineh, no 267, IFAO, Le Caire, 1975.
- Études sur l'Égypte et le Soudan anciens, avec Bernard Boyaval, Brigitte Gratien, Charles Bonnet, Michel Dewachter, Luc Limme, Yvan Koenig, Françoise de Cenival, Françoise Dunand, Jean Gascou, Jean Vercoutter et Bernadette Menu, CRIPEL, Presses universitaires de Lille, septembre 1975, janvier 1976, 1979, 1981 et janvier 1985.
- Catalogue des poids à inscriptions hiératiques de Deir el-Médineh N° 5001-5423, DFIFAO, Le Caire, 1977.
- Les Égyptiens au Sinaï, avec Guillemette Andreu-Lanoë, Pau Figueras, Jean Vercoutter, Jacques Briend, Marie-Ange Bonhême, Yvan Koenig, Paule Posener-Kriéger, Jurgen Osing, Jean-Louis Ska, Hourig Sourouzian et Manfred Bietak, Bayard-Presse, Paris, 1979
- Satis et Anoukis, Philipp von Zabern, Mainz, 1981
- Avec G. Husson, L'État et les institutions en Égypte, des premiers Pharaons aux empereurs romains, A. Collin, Paris, 1982, 1992. En espagnol, Instituciones de Egypto/Instituto o Egypto: De los primeros faraones a los Emperadores Romanos, Ediciones Catedra S.A., septembre 1999.
- Précisions apportées par l'iconographie à l'un des emplois du mot "dmj", MGEM, IFAO, Le Caire, 1985.
- Les Ouvriers de la tombe, Deir El-Médineh à l'époque ramesside, Bibliothèque d'étude, no 96, IFAO, Le Caire, 1985.
- Sociétés urbaines en Égypte et au Soudan, avec Charles Bonnet, Brigitte Gratien, Françoise Dunand, Yvan Koenig, Michel Dewachter, Bernard Boyaval, Françoise de Cenival et Jean Gascou, CRIPEL, Presses universitaires de Lille, janvier 1985.
- La Vie dans l'Égypte ancienne, no 1302, Que sais-je ?, PUF, Paris, 1988, 1992 et 2000.
- Naissance des cités, avec J.L. Huot et J.P. Thalmann, Origines, Nathan, Paris, 1990.
- Les neuf arcs, L'Égyptien et les étrangers de la préhistoire à la conquête d'Alexandre, Armand Colin, Paris, 1990.
- L'égyptologie, Que sais-je?, no 1312, PUF, Paris, 1991, 1994.
- La notion d'identité dans l'Égypte pharaonique, Vol. 2, p. 551-556, Atti del VI Congresso Internazionale di Egittologia, Turin, 1993.
- Le sanctuaire d'Hathor, maîtresse de la turquoise, Sérabit el-Khadim au Moyen Empire, avec Charles Bonnet, Picard, Paris, 1996.
- Avec M. El Maksoud, « La marche du Nord-est », no 213, p. 60-65, dans Les Dossiers d'archéologie, Paris, 1996.
- Avec Charles Bonnet, Le Sinaï durant l'antiquité et le moyen âge, 4000 ans d'histoire pour un désert, colloque tenu à l'UNESCO (septembre 1997), Errance, Paris, 1998.
- Villes et campagnes de l'Égypte ancienne, dossiers de diapositives, La Documentation française, Paris, juin 1998.
- Histoire de l'État pharaonique, édition PUF, avril 1998 et avril 2000.
- La Pierre de Rosette, avec Robert Solé, Éditions du Seuil, 1999 et Collection Ponts, février 2004. En anglais : The Rosetta Stone: The story of the decoding of hieroglyphics, Profile Books Ltd, avril 2001 et juillet 2002, Four Walls Eight Windows, avril 2002.
- L'acrobate au taureau : les découvertes de Tell el-Da'a et l'archéologie de la Méditerranée orientale, 1800-1400 av. J.-C. avec Marguerite Yon, Mohamed Abd El-Maksoud, Pascal Darcque, Jean-Claude Poursat, Manfred Bietak, Jean-Marie Durand, Gilles Touchais et Annie Caubet, Collection « Louvre - conférences et colloques », La Documentation Française, mai 1999
- Édifices et rites funéraires à Kerma, avec Charles Bonnet, Louis Chaix, Béatrice Privati, Marion Berti, Daniel Berti et Alfred Hidber, Mission archéologique de l'université de Genève à Kerma, Collection Érudition, Errance, Paris, mai 2000.
- Le camp romain du Bas-Empire à Tell el-Herr, avec Pascale Ballet, Jean-Yves Carrez-Maratray et la mission franco-égyptienne du Nord-Sinaï, Errance, 2000 et 2001.
- Le décret de Memphis : Colloque de la Fondation Singer-Polignac à l'occasion de la célébration du bicentenaire de la découverte de la pierre de Rosette, Paris, 1er juin 1999, Diffusion de Boccard, 2000
- La vie dans l'Égypte ancienne, édition PUF, 2000.
- Les artistes de la vallée des Rois, Éditions Hazan, 2000 et 2005,  (ISBN 2850258202)
- Images et représentations du pouvoir et de l'ordre social dans l'Antiquité, Actes du colloque, Angers, 28-29 mai 1999, avec Robert Bedon, Stéphane Benoist, Jean-Marie Bertrand, Frédéric Hurlet, Pierre Cosme, Françoise Gury, Marie-Henriette Quet et Michel Molin, De Boccard, janvier 2001.
- Les artistes de la Vallée des Rois, Fernand Hazan, Paris, mars 2002 et 2005.
- La vie en Égypte au temps des pharaons, avec Geneviève Pierrat-Bonnefois, Robert Demarée, Mohamed el-Bialy, Pierre Grandet, Alessandro Roccati, Pascal Vernus, Jean Yoyotte et Guillemette Andreu-Lanoë, Éditions Khéops, décembre 2004.
- Le temple principal de la ville de Kerma et son quartier religieux, avec Charles Bonnet, Béatrice Privati, Marion Berti, Daniel Berti et Alfred Hidber, Mission archéologique de l'Université de Genève à Kerma, collection Éruditions, Errance, Paris, mai 2004.
- Dictionnaire de l'Antiquité, avec Jean Andreau, Maurice Sartre, Yves Modéran, Annie Sartre-Fauriat et Luc Brisson, sous la direction de Jean Leclant, Dominique Valbelle y a signé 94 articles, collection Quadrige, PUF, septembre 2005.
- Des Pharaons venus d'Afrique : la cachette de Kerma, avec Charles Bonnet et Jean Leclant, Citadelles et Mazenod, octobre 2005. En anglais : The nubian Pharaohs: Black kings on the Nile, the American University in Cairo Press, décembre 2006.
- Tell el-Herr : les niveaux hellénistiques et du Haut-Empire, Éditions Errance, août 2007,  (ISBN 9782877722070).
- The Rosetta Stone and the rebirth of Ancient Egypt, avec John Ray et Robert Solé, Wonders of the World, Profile Books, février 2007 et juillet 2008.
- Les Chemins d'Horus, Éditions Grasset, Paris, 2010  (ISBN 9782246742517)
- Avec Charles Bonnet, Les temples égyptiens de Panébès, Le Jujubier, à Doukki Gel, Soudan, éditions Khéops, Paris, 2018  (ISBN 978-2-916142-12-8)

Dominique Valbelle a également signé une centaine d'articles, et 94 notices du Dictionnaire de l'Antiquité, sous la direction de Jean Leclant.